# Maria Luísa de Eslésvico-Holsácia
Francisca Josefa Luísa Augusta Maria Cristina Helena (12 de agosto de 1872 - 8 de dezembro de 1956) foi um membro da família real britânica e uma das netas da rainha Vitória do Reino Unido.

## Primeiros anos
A princesa Maria Luísa nasceu em Cumberland Lodge, no Grande Parque de Windsor. O seu pai era o príncipe Cristiano de Eslésvico-Holsácia, o terceiro filho do duque Cristiano Augusto II de Eslésvico-Holsácia e da condessa Luísa de Danneskjold-Samsøe. A sua mãe era a princesa Helena, a quinta filha da rainha Vitória e do príncipe Alberto de Saxe-Coburgo-Gota. A residência oficial dos seus pais era Cumberland Lodge, no Reino Unido e a princesa era considerada um membro da família real britânica. Foi baptizada no dia 18 de setembro de 1872 e entre os seus padrinhos estavam o imperador da Áustria e a rainha de Hanôver.

## Casamento
No dia 6 de julho de 1891, a princesa Maria Luísa casou-se com o príncipe Ariberto de Anhalt (18 de junho de 1866 - 24 de dezembro de 1933) na Capela de St. George, no Castelo de Windsor. O príncipe Ariberto era o terceiro filho do duque Frederico I de Anhalt-Dessau e da sua esposa, a princesa Antónia de Saxe-Altemburgo. O primo da noiva, o kaiser Guilherme II, foi uma das figuras-chave essenciais que arranjou o casamento.
Contudo, o casamento foi infeliz e infértil. De facto, durante vários anos, debateu-se que Ariberto era homossexual e tinha sido apanhado na cama com um criado por Maria Luísa ou pelo seu pai. Em dezembro de 1900, o sogro de Maria Luísa recorreu ao seu prorrogativo como duque reinante de Anhalt para anular o casamento. A princesa Maria Luísa, que na altura estava numa visita oficial ao Canadá, regressou imediatamente à Grã-Bretanha. Segundo as suas memórias, ela nunca deixou de ver os seus votos de casamento como válidos, por isso nunca mais se voltou a casar, mas referiu-se ao seu casamento com raiva e um descontentamento evidente pelo marido.

## Primeira Guerra Mundial
Em julho de 1917, quando o rei Jorge V mudou o nome da Casa Real britânica de Saxe-Coburgo-Gota para Casa de Windsor, também pediu que os seus vários primos e cunhados que fossem súbditos britânicos abdicassem dos seus títulos, formas de tratamento e apelidos alemães. Uma vez que eram solteiras, tanto Maria Luísa como a irmã Helena passaram a ser apenas conhecidas por "Sua Alteza, a princesa Maria Luísa" e "Sua Alteza, a princesa Helena Vitória", dando-lhes a distinção de serem princesas, mas não, aparentemente, membros de qualquer família real em particular. Esta alternativa era diferente de outras aceites por outros parentes de Jorge V que abdicaram de todos os seus títulos alemães e adoptaram títulos britânicos. Se elas tivessem feito o mesmo, muito provavelmente passariam apenas a ser tratadas por "lady Maria Luísa e o seu novo apelido" e "lady Helena Vitória e o seu novo apelido." Apesar dos seus títulos terem sido herdados dos pais, elas não queriam perder o tratamento de "altezas", o que tornou a situação complicada, tendo-se decidido no final que seria mais fácil permitir-lhes continuar a ser princesas evitando a questão da família mais próxima a que pertenciam.

## Últimos anos
A princesa Maria Luísa esteve presente em quatro coroações na Abadia de Westminster, a de Eduardo VII e da rainha Alexandra, em 1901, a de Jorge V e da rainha Maria em 1911, a de Jorge VI e da rainha Isabel em 1937, e a de Isabel II em 1953. Em 1956 publicou as suas memórias intituladas "My Memories of Six Reigns". Morreu na sua casa em Londres alguns meses depois e está enterrada no Cemitério Real de Frogmore no Grande Parque de Windsor.

## Títulos e estilos
- 1872-1891: Sua Alteza, Princesa Maria Luísa de Eslésvico-Holsácia
- 1891-1900: Sua Alteza, Princesa Ariberto de Anhalt
- 1900-1917: Sua Alteza, Princesa Maria Luísa de Eslésvico-Holsácia
- 1917-1956: Sua Alteza, Princesa Maria Luísa